# Uniontown (Alabama)
Uniontown è un comune degli Stati Uniti d'America situato nella contea di Perry dello Stato dell'Alabama.